# Baraggia di Candelo
Baraggia di Candelo este o arie protejată (arie specială de conservare — SAC, sit de importanță comunitară — SCI) din Italia întinsă pe o suprafață de 604 ha, integral pe uscat.

## Localizare
Centrul sitului Baraggia di Candelo este situat la coordonatele 45°31′52″N 8°09′32″E / 45.531°N 8.159°E.

## Înființare
Situl Baraggia di Candelo a fost declarat sit de importanță comunitară în septembrie 1995 pentru a proteja 2 specii de plante și 28 de specii de animale. Situl a fost protejat și ca arie specială de conservare în februarie 2017.

## Biodiversitate
Situată în ecoregiunea continentală, aria protejată conține 8 habitate naturale: Pajiști cu Molinia pe soluri calcaroase, turboase sau argilos-nămoloase (Molinion caeruleae), Râuri de munte și vegetația lor lemnoasă cu Salix elaeagnos, Păduri aluvionare cu Alnus glutinosa și Fraxinus excelsior (Alno-Padion, Alnion incanae, Salicion albae), Păduri de Castanea sativa, Depresiuni pe substraturi de turbă de Rhynchosporion, Pajiști uscate europene, Păduri de stejar sau de stejar și carpen sub-atlantice și medio-europene de Carpinion betuli, Fânețe de joasă altitudine (Alopecurus pratensis, Sanguisorba officinalis).
La baza desemnării sitului se află mai multe specii protejate:
- plante (2): Eleocharis carniolica, Gladiolus palustris
- păsări (25): ciocârlie-de-câmp (Alauda arvensis), fâsă-de-câmp (Anthus campestris), caprimulg (Caprimulgus europaeus), sticlete (Carduelis carduelis), florinte (Chloris chloris), șerpar (Circaetus gallicus), erete de stuf (Circus aeruginosus), ciocănitoare neagră (Dryocopus martius), presură galbenă (Emberiza citrinella), presură de stuf (Emberiza schoeniclus), șoimul rândunelelor (Falco subbuteo), cinteză (Fringilla coelebs), stârc pitic (Ixobrychus minutus), sfrâncioc roșiatic (Lanius collurio), becațină mică (Lymnocryptes minimus), prigoare (Merops apiaster), gaia neagră (Milvus migrans), gaia roșie (Milvus milvus), muscar sur (Muscicapa striata), grangur (Oriolus oriolus), viespar (Pernis apivorus), pitulice de munte (Phylloscopus collybita), aușel sprâncenat (Regulus ignicapilla), scatiu (Spinus spinus), pupăză (Upupa epops)
- amfibieni (1): Triturus carnifex
- nevertebrate (2): Coenonympha oedippus, rădașcă (Lucanus cervus)

Pe lângă speciile protejate, pe teritoriul sitului au mai fost identificate 5 specii de plante, 1 specie de păsări, 3 specii de amfibieni, 2 specii de mamifere, 9 specii de nevertebrate, 3 specii de reptile.